# Jerzy Talat
Jerzy Talat (zm. 1533) – duchowny rzymskokatolicki. Kantor wileński i delegat wileńskiej kapituły, przeprowadził wizytację diecezji wileńskiej. Od 1532 biskup kijowski. Krótko przed śmiercią wysunięto jego kandydaturę na biskupa żmudzkiego. 